# Materiellt våld
Materiellt våld avser en typ av våld i nära relationer som kan innebära förstörelse eller stöld av den utsattas personens tillhörigheter, bohag, värdesaker med mera. Förövare som utövar materiellt våld tenderar att särskilt rikta sig in på att skada det de bedömer har störst affektionsvärde för offret, såsom arvegods, fotografier eller husdjur. Det finns starka samband med andra typer av våld i nära relationer.
Vissa som har en personlighetsproblematik kan behålla eller vägra att lämna tillbaka ägodelar som en del i ett slags trofésamlande eller ett kontrollbehov, då de håller kvar en bit av partnern som lämnat dem. Agerandet kan ses som en fortsättning på den objektifiering personen ägnat sig åt under relationen, där partnern ofta värderats i nyttotermer.